# Marius Borgeaud
Marius Borgeaud (Lausanne, 21 september 1861 - Parijs, 16 juli 1924) was een Zwitsers kunstschilder.

## Biografie
Marius Borgeaud volgde les aan de industriële school van Lausanne, maar onderbrak deze studies voor een opleiding in de bankenwereld in Marseille. Nadat hij in Parijs de erfenis van zijn vader had verkwist, legde hij zich na de eeuwwisseling van de 19e naar de 20e eeuw toe op de schilderkunst en volgde hij schilderlessen.
Tussen 1903 en 1909 schilderde Marius Borgeaud vooral impressionistische landschappen. Na 1910 schilderde hij vooral binnenhuistaferelen. Nadat hij rond 1917 zijn latere echtgenote leerde kennen, schilderde Borgeaud meer werken met een vrouw als onderwerp. Hoewel Borgeaud reeds sinds 1905 zijn werken tentoonstelde op de Parijse salons, zou hij pas in 1919 worden opgemerkt.

## Galerij

Schilderijen van Marius Borgeaud
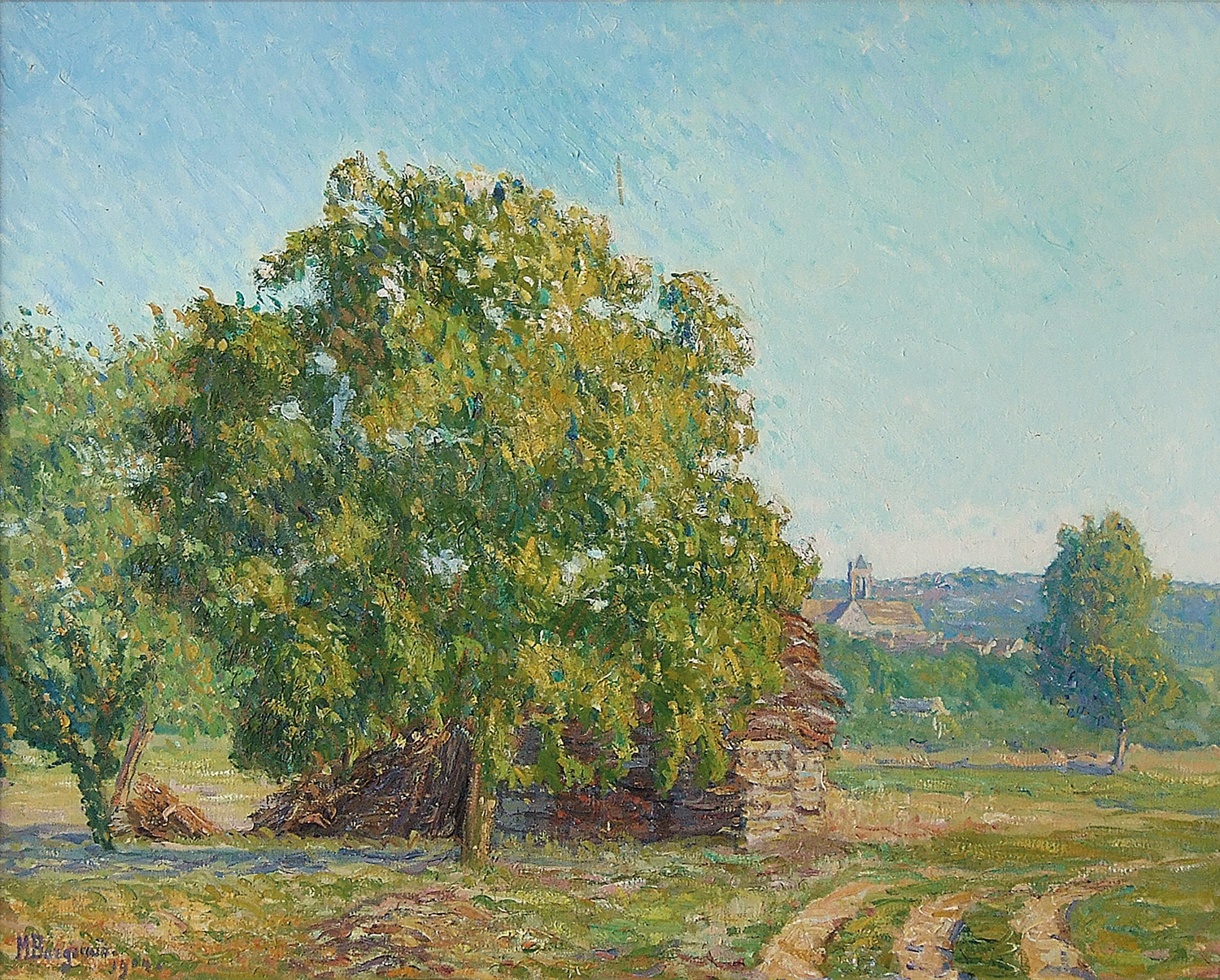
Paysage au bouquet d'arbres, 1904.
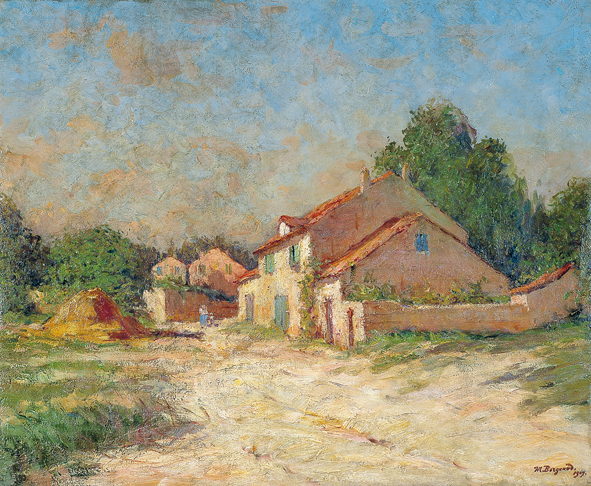
Vieilles maisons, effet de soleil, 1907.
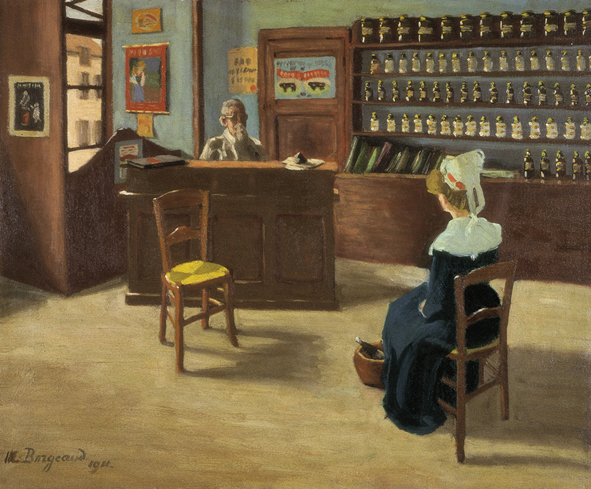
La consultation, 1911.
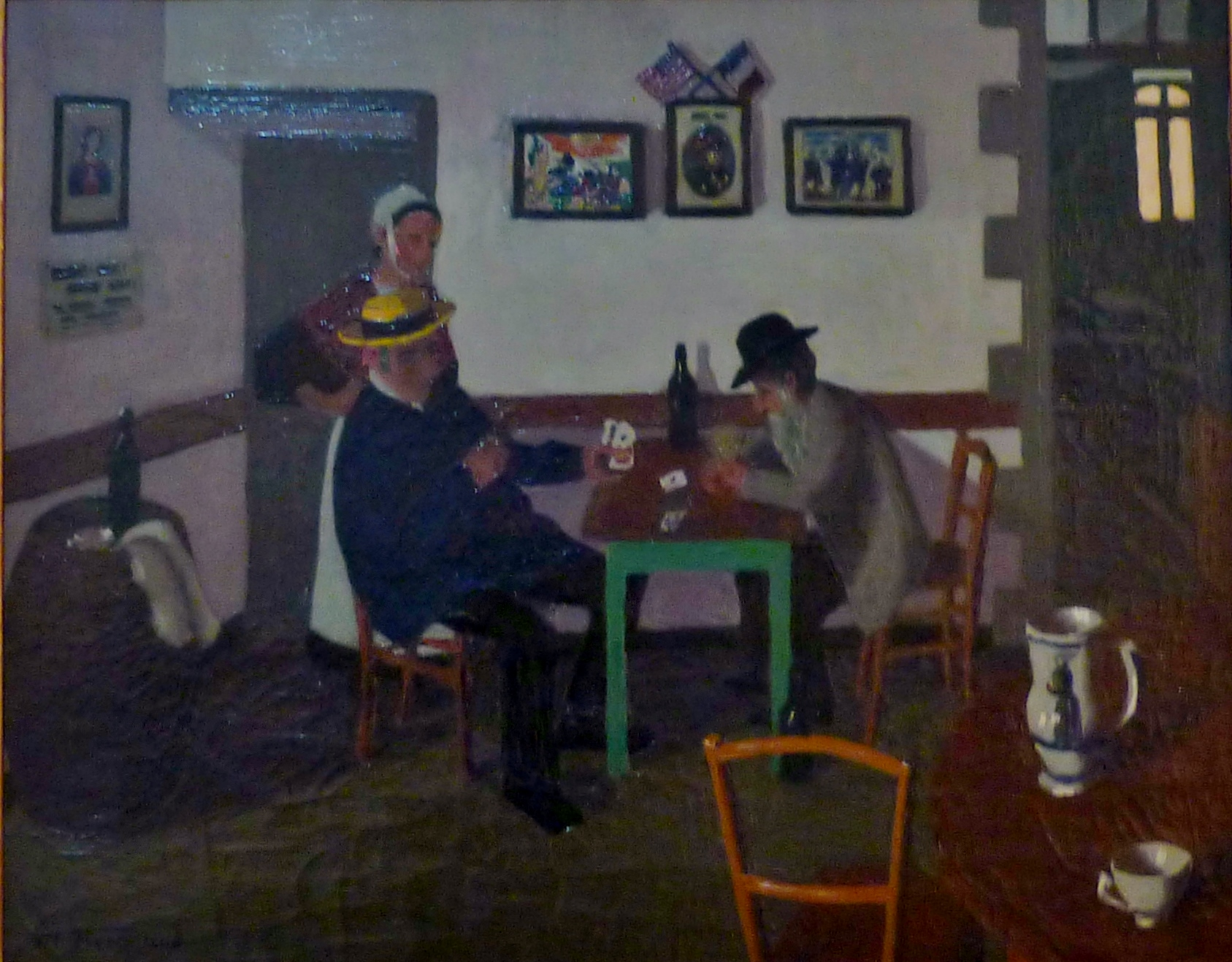
Les joueurs de cartes, 1917.
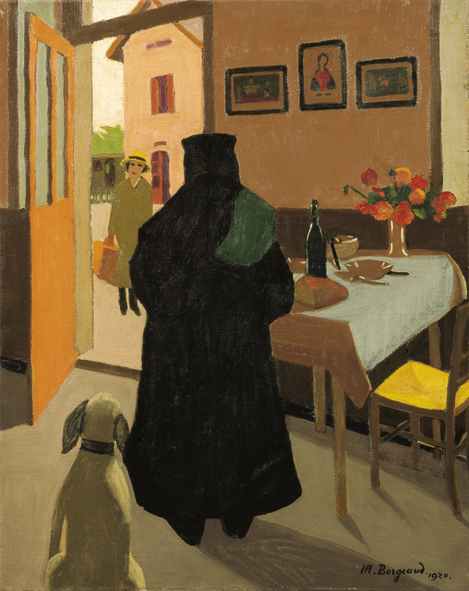
L'arrivée, 1920.
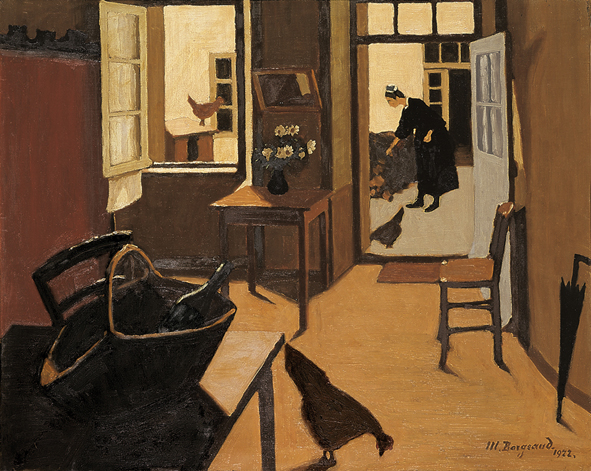
La bretonne et ses poules, 1922.
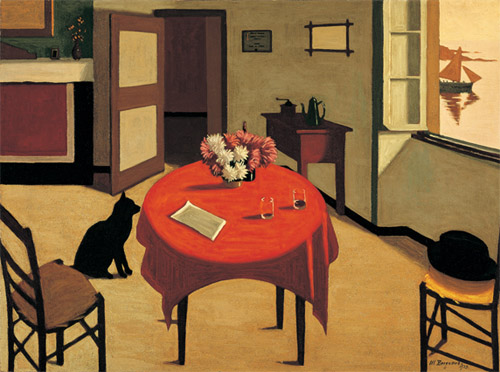
Intérieur aux deux verres, 1923.
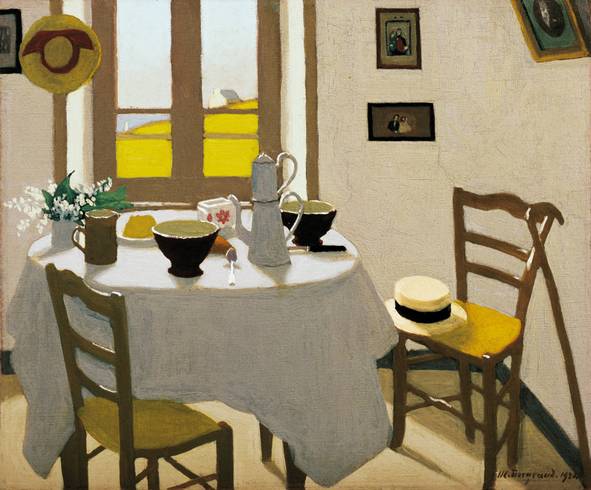
La chambre blanche, 1924.

- Bibliothèque nationale de France: cb123847444 (data)
- Gemeinsame Normdatei: 121968812
- Historisch woordenboek van Zwitserland: 021988
- International Standard Name Identifier: 0000 0001 0954 1952
- Library of Congress Control Number: nr00013747
- Nationale Bibliotheek van Tsjechië: xx0091374
- RKD-Nederlands Instituut voor Kunstgeschiedenis: 10746
- SIKART: 4022870
- Système universitaire de documentation: 032908377
- Union List of Artist Names: 500031989
- Virtual International Authority File: 10716185
- WorldCat: E39PBJxxjftHCcq6BBhkRRRqcP